# Epêneto de Cartago
Epêneto (em grego: Ἐπαινετός) foi um dos primeiros cristãos seguidores de Jesus e um bispo de Cartago. Ele é contado entre os Setenta Discípulos.

## História
Epêneto era um pagão convertido ao cristianismo. Posteriormente, ele serviu como bispo de Cartago, uma das mais proeminentes cidades do Norte da África.